# Podgoria, Prahova
Podgoria (mai vechi, Vai-de-El) este un sat în comuna Tătaru din județul Prahova, Muntenia, România.
Așezarea este atestată documentar în 1594.
În 2011, satul avea 465 de locuitori.